# アンティパスト

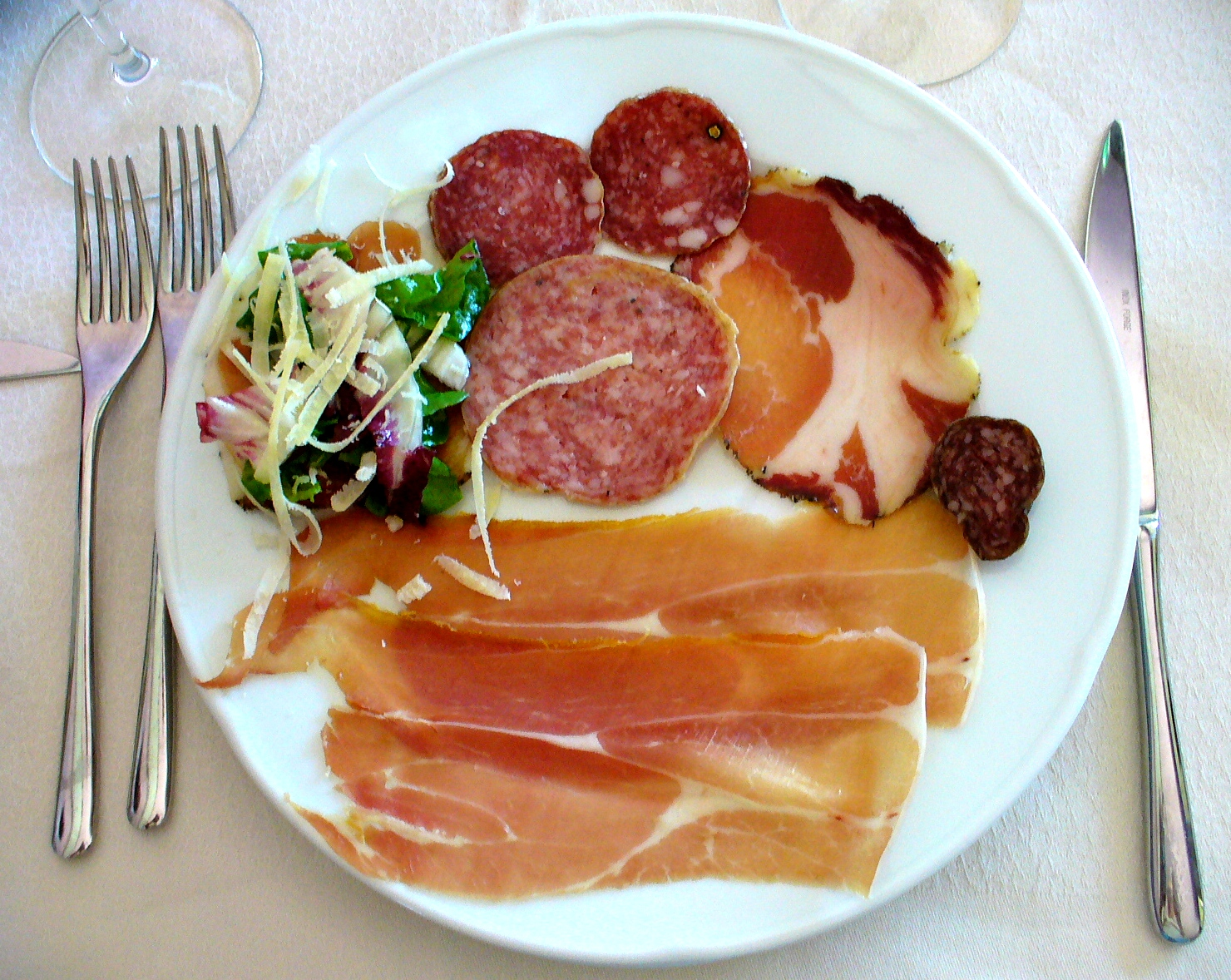

アンティパスト（イタリア語: antipasto）は、イタリア料理のコースで、アペリティーヴォ（食前酒）に次いで提供される料理（前菜）である。トラットリアなどでの簡易的なコースの場合、食前酒かアンティパストのどちらかのみということもある。

## 概要
プリモ・ピアットに先立って、食欲増進を目的として提供される料理で、塩気、酸味、甘味が強い料理が多い。また、プリモ・ピアットやセコンド・ピアットを食べる際の妨げとならないように、アンティパストの量はさほど多くはない。
決まった食材や調理法は無いため、さまざまな料理がアンティパストとして提供される。自由度が高いことから、調理するシェフの個性が最も出るメニューとされる。
一部にはアンティパストからセコンド・ピアットまで魚介なら魚介、肉なら肉と統一することにこだわりを持つ人もいて、そういった人は、例えばイワシのマリネをアンティパストに食べたら、その後のプリモ・ピアットのパスタにパンチェッタとチーズを用いたカルボナーラというのは良い組み合わせとは思わない。
料理店のメニューでは以下のように細分されることもある。
アンティパスト・ミスト（Antipasto Misto）
「Misto」は「盛り合わせ」の意で、盛り合わせ形式で提供される。
アンティパスト・フレッド（Antipasto Freddo）
冷たいアンティパスト。
アンティパスト・カルド（Antipasto Caldo）
温かいアンティパスト。

## 名称について
ラテン語で「ante」は「前」、「pastus」は「食事」を意味し、「食事の前の一品」の意となる。

## 代表的な料理
伝統的なアンティパストには、肉、オリーブ、トウガラシ、キノコ、アンチョビ、アーティチョークの芯、様々なチーズ（プロヴォローネやモッツァレッラ等）の塩漬け、肉や野菜の酢漬けやオイル漬け等がある。
アンティパストの内容は、地域によりかなり異なる。
北イタリアでは、アジアーゴ・チーズ、フォンティーナ、ゴルゴンゾーラといったチーズがアンティパストに提供される頻度が多い。モルタデッラ、小さなタマネギのバルサミコ酢漬け、冷えたポレンタを角柱に成形した揚げたものなどが提供される。
中央イタリアではクロスティーニが代表的であり、サラミなども提供される。
南イタリアではカプレーゼが代表的。
- カプレーゼ[1][3]
- カポナータ[1]
- 生ハムメロン[2]
- ブルスケッタ[2]
- タコのサラダ[2]
- ムール貝の白ワイン蒸し[2]

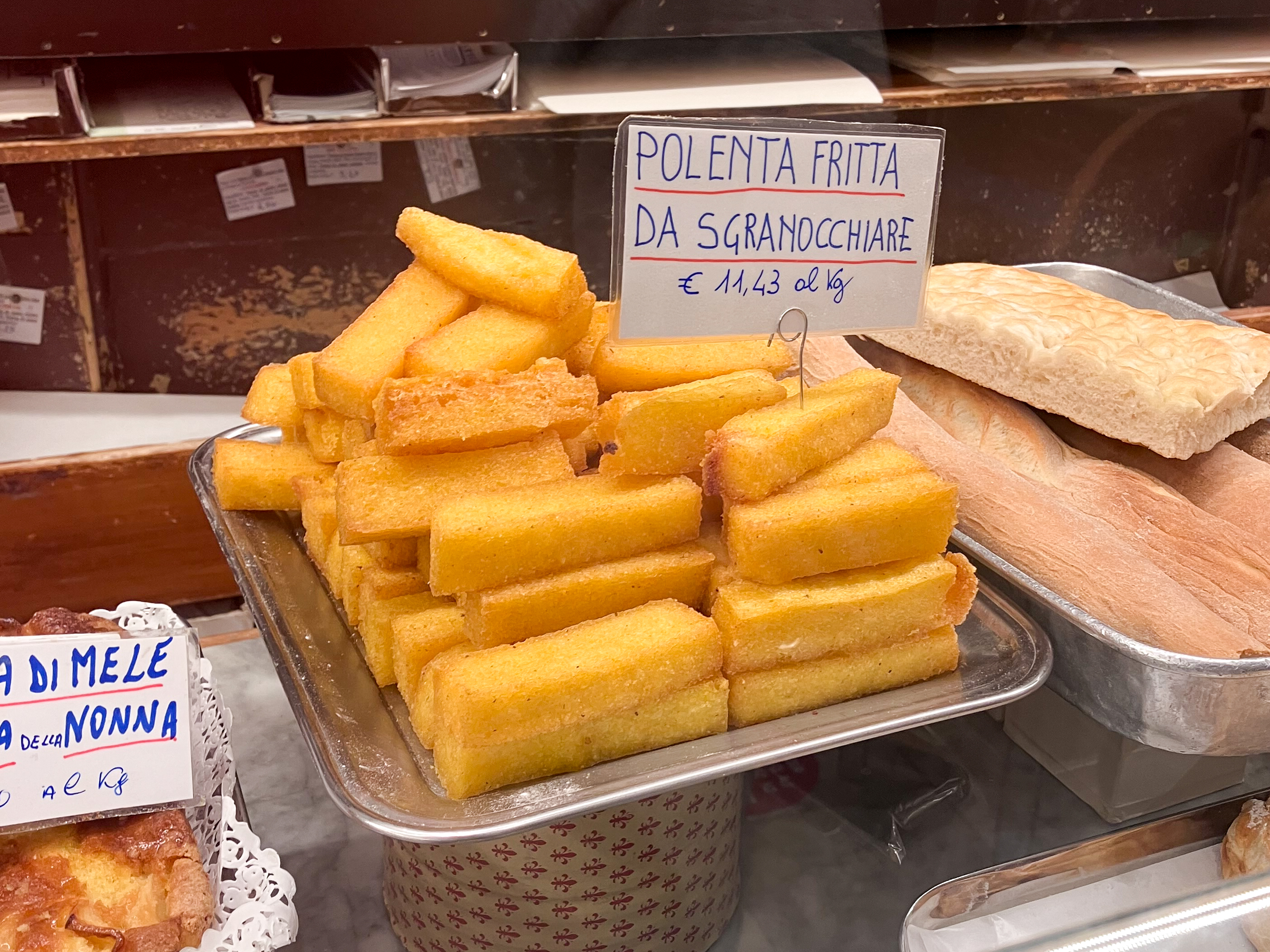
ポレンタのフリッタ
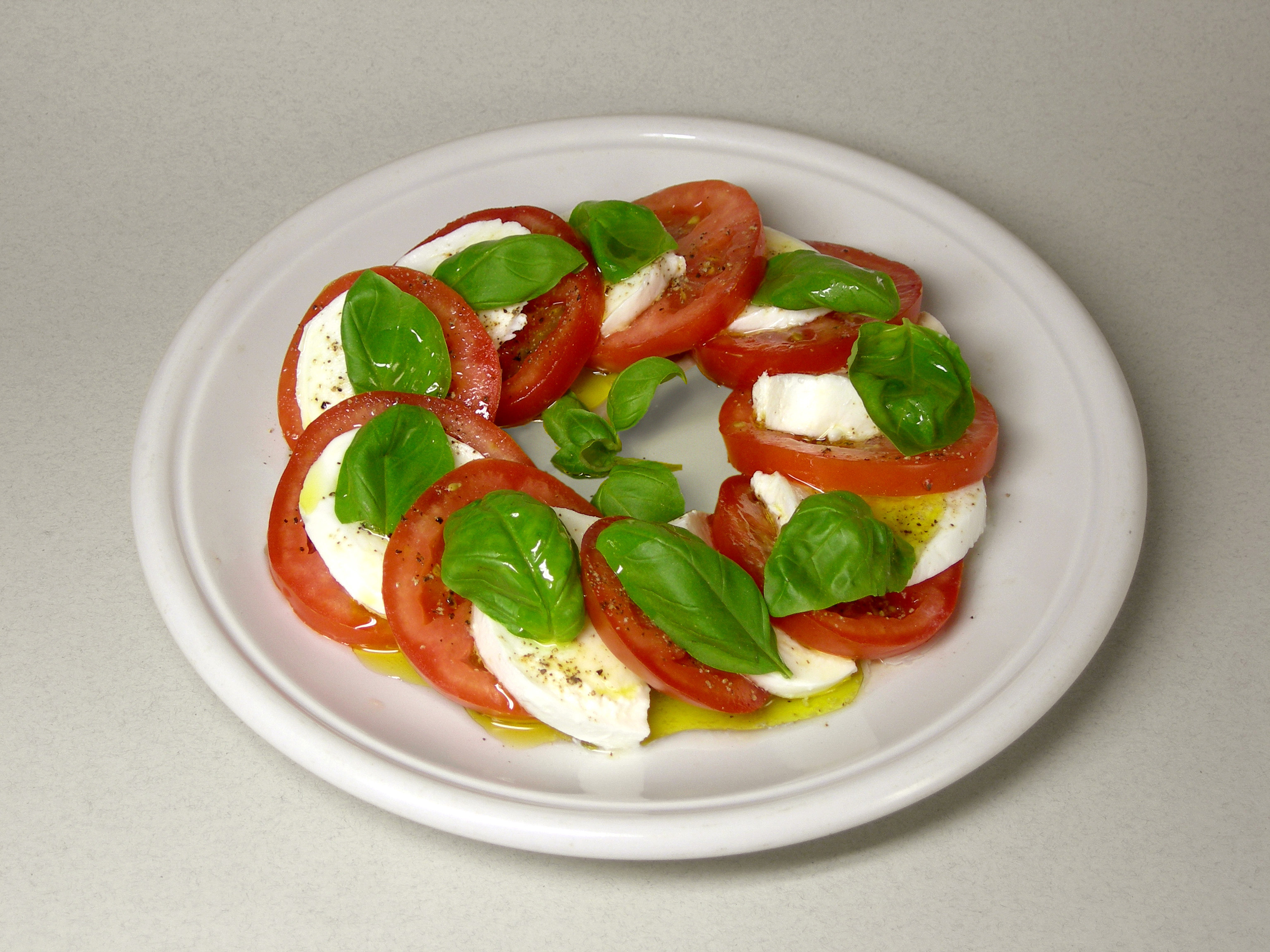
カプレーゼ
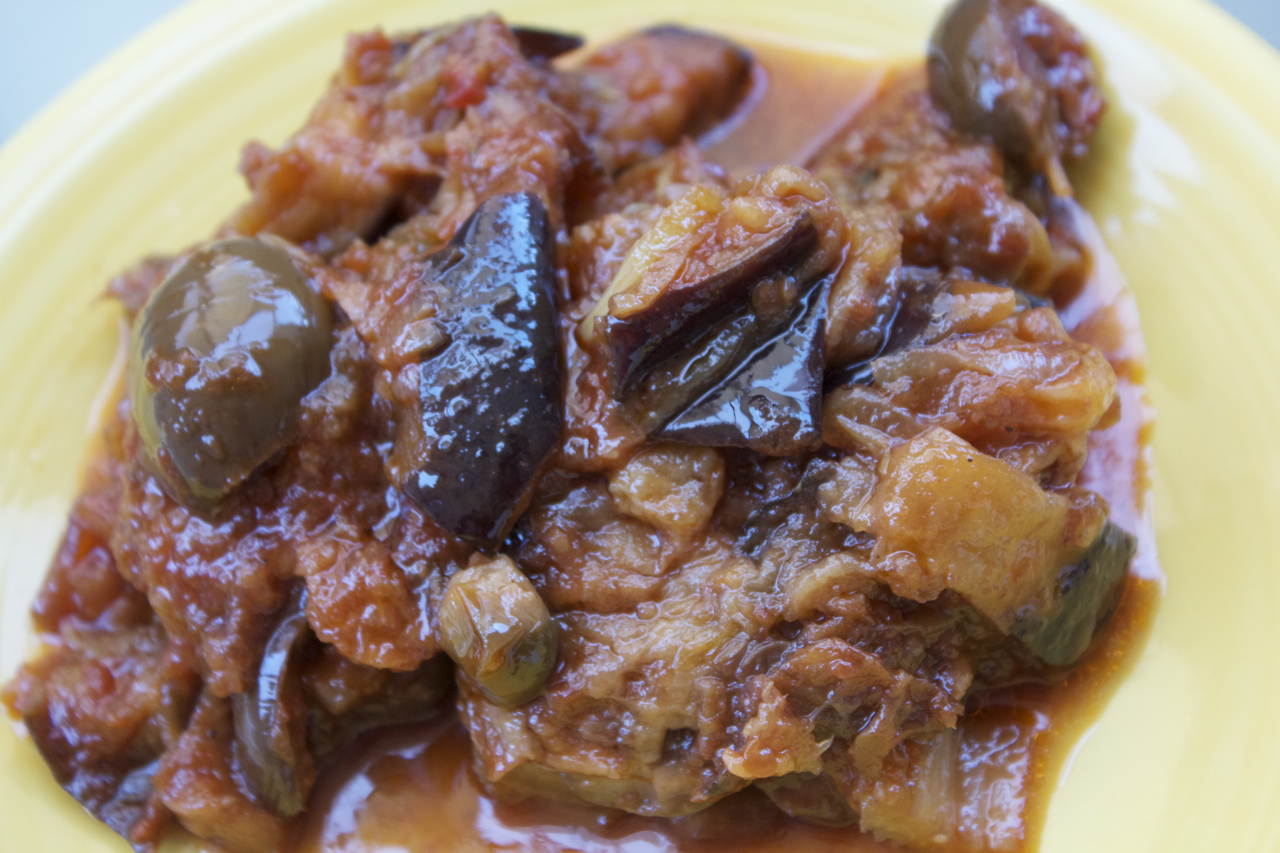
カポナータ
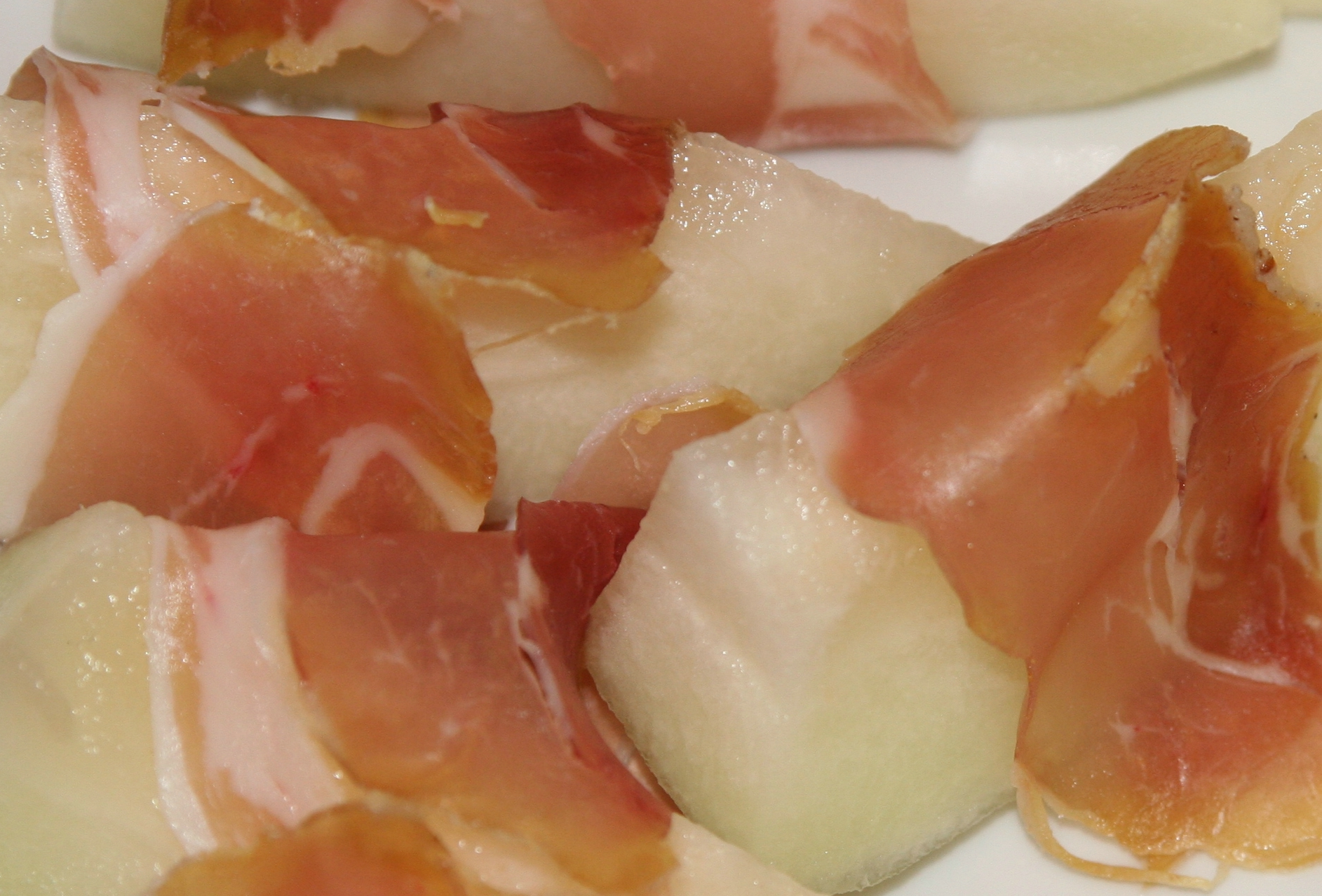
生ハムメロン
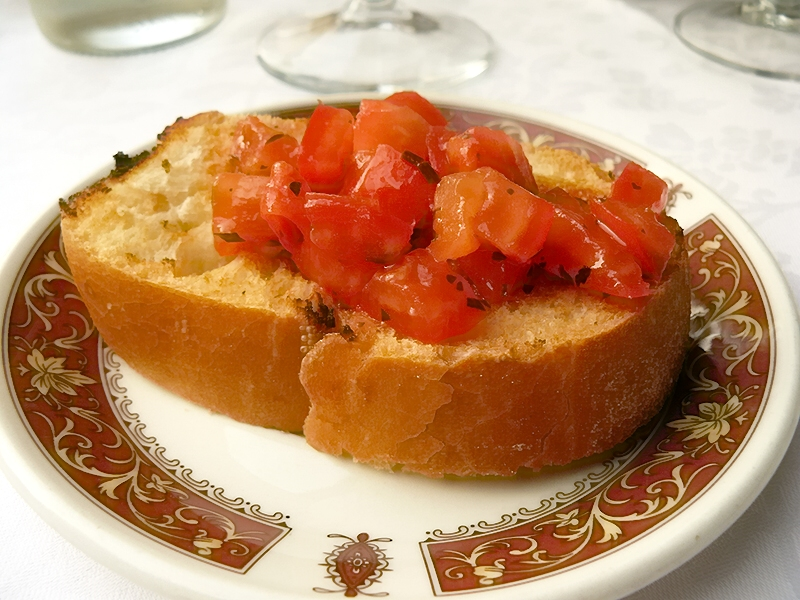
ブルスケッタ
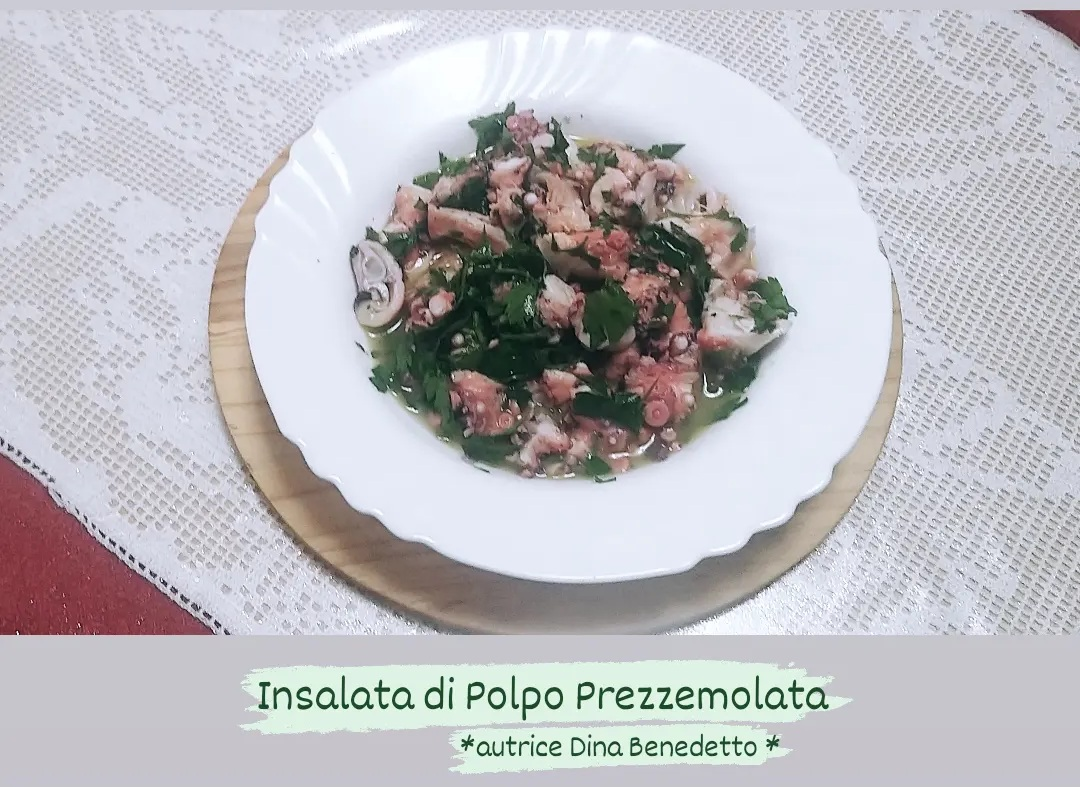
タコのサラダ
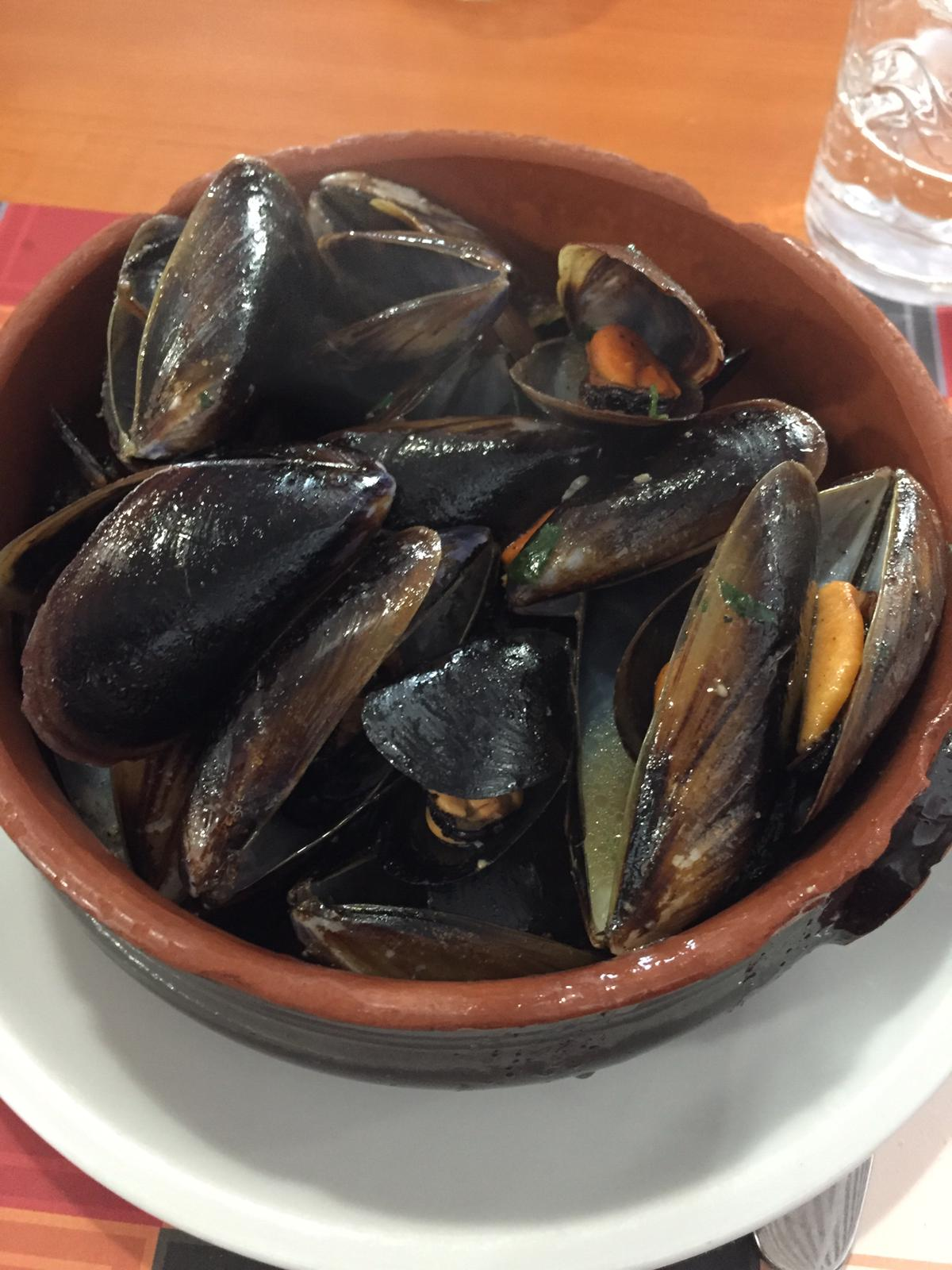
ムール貝の白ワイン蒸し

## 歴史
プロシュットとメロンのアンティパストは、古代医学に基づくとされている。